# Volker Roth
Volker Roth (Chemnitz, 1 februari 1942 – 17 februari 2025) was een Duits voetbalscheidsrechter. Hij was in dienst van FIFA en UEFA tussen 1980 en 1986. Ook leidde hij tussen 1972 en 1986 wedstrijden in de Bundesliga.

## Carrière
Op 6 mei 1972 leidde Roth zijn eerste wedstrijd in de Duitse nationale competitie. Tijdens het duel tussen VfB Stuttgart en 1. FC Köln (1–1) hield de leidsman zijn kaarten op zak. In Europees verband debuteerde hij op 27 september 1978 tijdens een wedstrijd tussen Śląsk Wrocław en Pezoporikos Larnaca in de voorronde van de UEFA Cup; het eindigde in 5–1 en Roth gaf geen kaarten. Zijn eerste interland floot hij op 26 maart 1980, toen Spanje met 0–2 verloor van Engeland door doelpunten van Tony Woodcock en Trevor Francis. De Duitser deelde alleen aan de Spanjaard José Ramón Alexanco een gele kaart uit.
In 1984 was Roth scheidsrechter tijdens de return van de finale van de UEFA Cup tussen Tottenham Hotspur en Anderlecht, die na strafschoppen door de Engelsen gewonnen werd. Later dat jaar was hij een van de dertien scheidsrechters op het EK in Frankrijk, waar hij één groepswedstrijd leidde. Twee jaar later was Roth ook actief op het WK in Mexico. Hier leidde hij een groepswedstrijd en een achtste finale, wat zijn laatste wedstrijd als professioneel scheidsrechter was.
Na zijn actieve pensioen werd Roth actief voor de Duitse voetbalbond en de UEFA als scheidsrechtersofficial. Van 1995 tot 2010 was hij voorzitter van de scheidsrechtersbond van de DFB en tussen 2000 en 2011 vervulde de Duitser de rol van voorzitter voor het scheidsrechterscomité van de UEFA.

## Interlands
| Datum            | Plaats                 | Wedstrijd                | Uitslag | Competitie           | Kreeg geel | Kreeg voor de tweede keer geel en dus rood | Weggestuurd |
| ---------------- | ---------------------- | ------------------------ | ------- | -------------------- | ---------- | ------------------------------------------ | ----------- |
| 26 maart 1980    | Barcelona, Spanje      | Spanje – Engeland        | 0 – 2   | Vriendschappelijk    | 1          | 0                                          | 0           |
| 14 mei 1981      | Malmö, Zweden          | Zweden – Denemarken      | 1 – 2   | Vriendschappelijk    | 0          | 0                                          | 0           |
| 16 december 1981 | Valencia, Spanje       | Spanje – België          | 2 – 0   | Vriendschappelijk    | 1          | 0                                          | 0           |
| 27 april 1983    | Utrecht, Nederland     | Nederland – Zweden       | 0 – 3   | Vriendschappelijk    | 0          | 0                                          | 0           |
| 7 september 1983 | Kopenhagen, Denemarken | Denemarken – Frankrijk   | 3 – 1   | Vriendschappelijk    | 3          | 0                                          | 0           |
| 9 november 1983  | Bern, Zwitserland      | Zwitserland – België     | 2 – 0   | EK 1984 kwalificatie | 4          | 0                                          | 0           |
| 4 april 1984     | Istanbul, Turkije      | Turkije – Hongarije      | 0 – 6   | Vriendschappelijk    | 1          | 0                                          | 0           |
| 12 juni 1984     | Parijs, Frankrijk      | Frankrijk – Denemarken   | 1 – 0   | EK 1984              | 1          | 0                                          | 1           |
| 10 oktober 1984  | Oslo, Noorwegen        | Noorwegen – Sovjet-Unie  | 1 – 1   | WK 1986 kwalificatie | 2          | 0                                          | 0           |
| 27 februari 1985 | Belfast, Noord-Ierland | Noord-Ierland – Engeland | 0 – 1   | WK 1986 kwalificatie | 0          | 0                                          | 0           |
| 9 juni 1985      | Mexico-Stad, Mexico    | Mexico – Engeland        | 1 – 0   | Vriendschappelijk    | 0          | 0                                          | 0           |
| 13 november 1985 | İzmir, Turkije         | Turkije – Roemenië       | 1 – 3   | WK 1986 kwalificatie | 2          | 0                                          | 0           |
| 26 maart 1986    | Glasgow, Schotland     | Schotland – Roemenië     | 3 – 0   | Vriendschappelijk    | 1          | 0                                          | 0           |
| 3 juni 1986      | Monterrey, Mexico      | Engeland – Portugal      | 0 – 1   | WK 1986              | 3          | 0                                          | 0           |
| 16 juni 1986     | Guadalajara, Mexico    | Brazilië – Polen         | 4 – 0   | WK 1986              | 5          | 0                                          | 0           |

## Overlijden
Roth overleed op 17 februari 2025 op 83-jarige leeftijd.